# Caridina coulaborensis
Caridina coulaborensis is een garnalensoort uit de familie van de Atyidae. De wetenschappelijke naam van de soort is voor het eerst geldig gepubliceerd in 2014 door Richard en Clark.